# Agata (szczyt)
Agata, częściej Góra Agaty, Skała Agaty, Zamczysko – najwyższy punkt Gór Świętokrzyskich o wysokości 613,96 m n.p.m., będący wschodnim wierzchołkiem góry Łysicy (613,31 m n.p.m.).
Choć w przewodnikach i mapach turystycznych informacja o tym, że Agata jest punktem wyżej położonym niż zachodni wierzchołek Łysicy, była podawana wcześniej, twierdzenie to zweryfikowano po raz pierwszy dopiero w 2017 r. w trakcie badań prowadzonych przez dr. Macieja Hajdukiewicza i dr. inż. Ihora Romanyshyna z Katedry Geotechniki, Geomatyki i Gospodarki Odpadami Politechniki Świętokrzyskiej. 

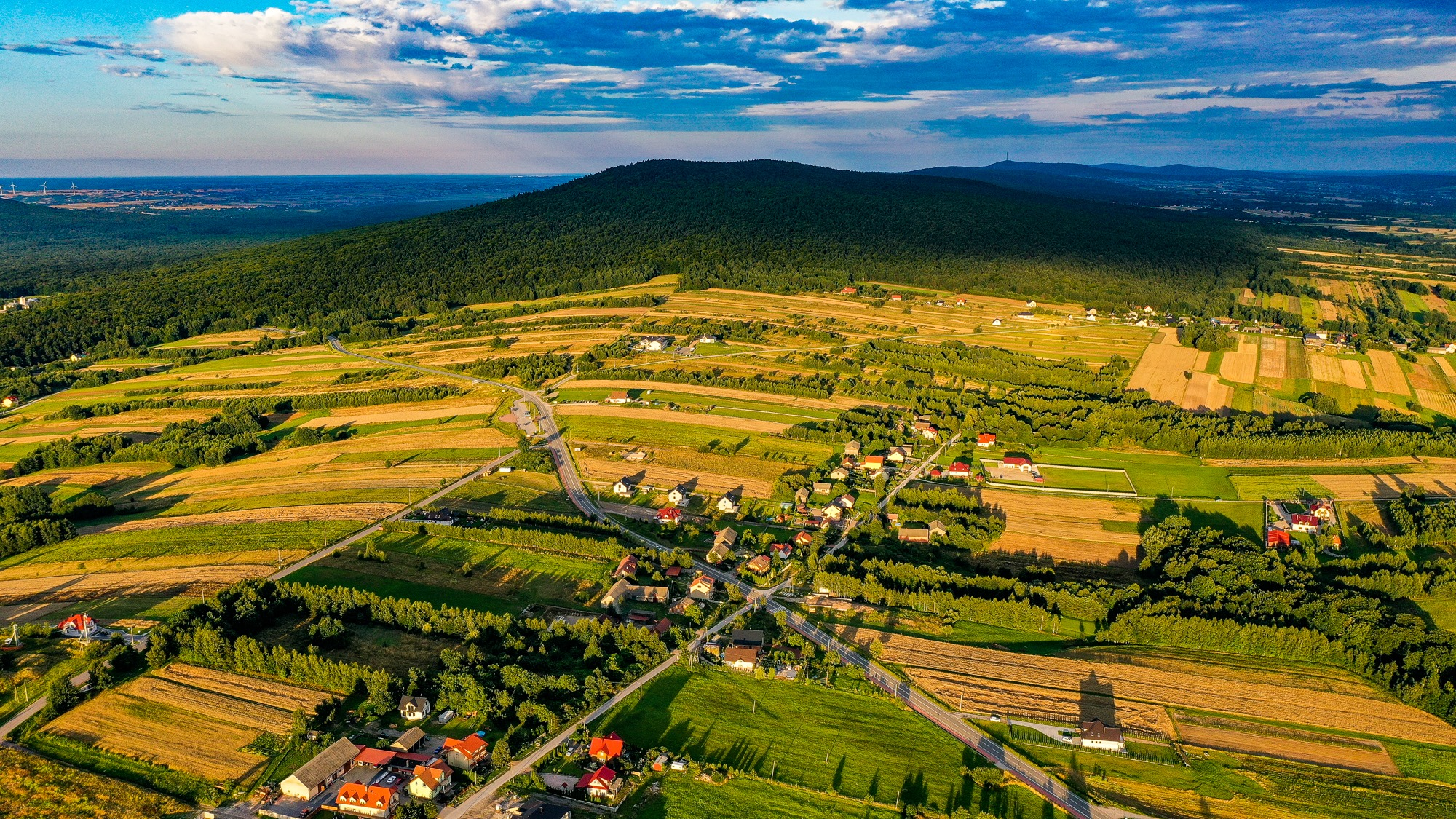
Łysica i Skała Agaty widziana z lotu ptaka

Według pomiarów satelitarnych określono wówczas dla Agaty wysokość 613,70 m, a dla Łysicy 613,35 m, natomiast według analizy numerycznego modelu terenu odpowiednio dla Agaty 613,40 m, a dla Łysicy 613,14 m. Pomiary niwelacyjne przeprowadzone w zamkniętym ciągu długości 1,6 km wykazały przewyższenie Agaty nad Łysicą wynoszące +0,37 m. W 2019 roku, w trakcie dalszych badań prowadzonych przez dr. Macieja Hajdukiewicza i dr. inż. Ihora Romanyshyna ustalono wysokość Agaty na 613,96 m n.p.m. (w zaokrągleniu: 614 m n.p.m.), a zachodniego wierzchołka („właściwej” Łysicy, z krzyżem) na 613,31 m n.p.m.

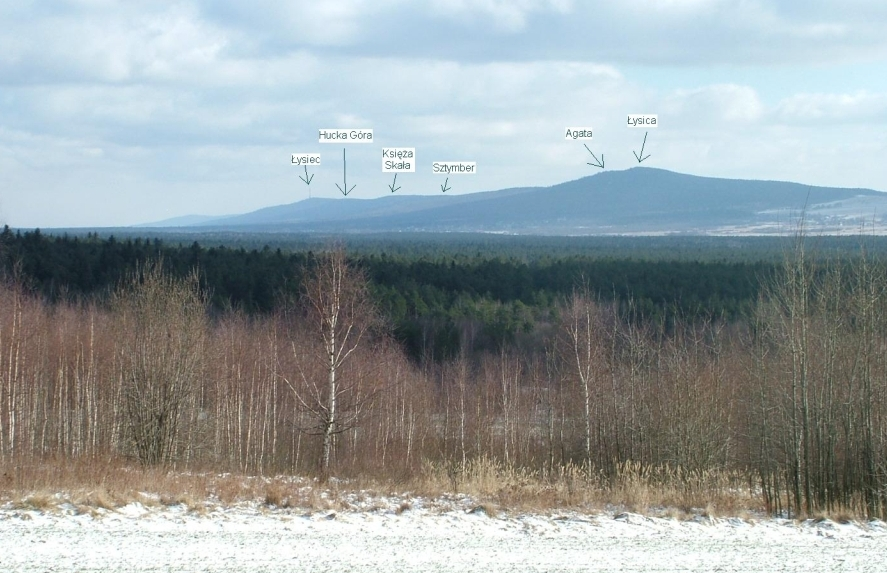